# 克赖斯·蒂博尔
克赖斯·蒂博尔（匈牙利語：Kreisz Tibor，1958年4月16日—），匈牙利男子乒乓球运动员。他曾获得1979年世界乒乓球锦标赛男子团体金牌。